# Blepharis dunensis
Blepharis dunensis är en akantusväxtart som beskrevs av K. Vollesen. Blepharis dunensis ingår i släktet Blepharis och familjen akantusväxter. Inga underarter finns listade i Catalogue of Life.